# Sportjahr 1932

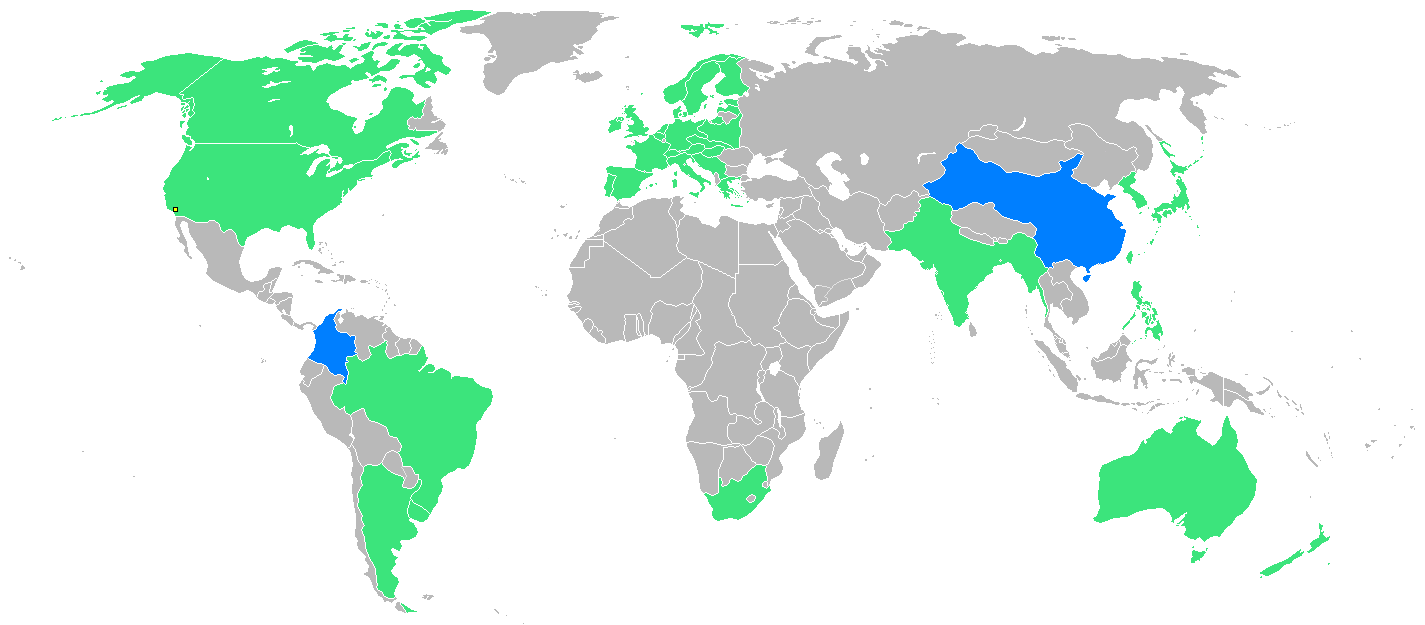
Die teilnehmenden Länder der Olympischen Spiele 1932

Liste der Sportjahre

◄◄ | ◄ | 1928 | 1929 | 1930 | 1931 | Sportjahr 1932 | 1933 | 1934 | 1935 | 1936 | ► | ►►

Weitere Ereignisse   · Olympische Spiele · Olympische Winterspiele

## Ereignisse

### Disziplinenübergreifende Sportveranstaltungen
- 4. bis 15. Februar: Olympische Winterspiele 1932

Logo der Spiele in Los Angeles

- 30. Juli bis 12. August: Olympische Spiele 1932

### Badminton
Höhepunkt des Badmintonjahres 1932 waren die All England, die Irish Open und die Scottish Open.

#### Internationale Veranstaltungen
| Veranstaltung | Herreneinzel        | Dameneinzel     | Herrendoppel                        | Damendoppel                      | Mixed                        |
| ------------- | ------------------- | --------------- | ----------------------------------- | -------------------------------- | ---------------------------- |
| All England   | Ralph Nichols       | Leoni Kingsbury | Donald C. Hume Raymond M. White     | Marjorie Barrett Leoni Kingsbury | Herbert Uber Betty Uber      |
| Irish Open    | Raymond M. White    | Betty Uber      | Donald C. Hume Ralph Nichols        | Marian Horsley Betty Uber        | Donald C. Hume Betty Uber    |
| Scottish Open | Willoughby Hamilton | Arthur Hamilton | Arthur Hamilton Willoughby Hamilton | Margaret Tragett C. T. Duncan    | Willoughby Hamilton M. Story |

### Fußball

#### Internationale Fußballveranstaltungen
- Europapokal der Fußball-Nationalmannschaften 1931 bis 1932
- Mitropapokal 1932
- Balkan-Cup 1932

#### Nationale Fußballmeisterschaften
- 16. Januar: Die Ligue 1, die höchste Spielklasse im französischen Fußball, wird gegründet. Sie nimmt am 11. September ihren Spielbetrieb auf.
- Die deutsche Fußballmeisterschaft 1931/32 bringt den ersten Titelgewinn des FC Bayern München.
- Die Österreichische Fußballmeisterschaft 1931/32 wird vom Wiener Fußball-Verband ausgerichtet. Meister wird der SK Admira Wien.
- Sieger der Schweizer Fussballmeisterschaft 1931/32 wird der FC Lausanne-Sport.

### Leichtathletik

#### Weltrekorde

##### Sprint
- 5. Juni: Tollien Schuumann, Niederlande, läuft die 100 Meter der Damen in 11,9 s.
- 26. Juni: Ben Eastman, Vereinigte Staaten, läuft die 400 Meter der Herren in 46,4 Sekunden.
- 4. September: Bill Carr, Vereinigte Staaten, läuft die 400 Meter der Herren in 46,2 s.

##### Mittelstreckenlauf
- 2. August: Tommy Hampson, Großbritannien, läuft die 800 Meter der Herren in 1:49,8 min.
- 8. September: Ben Eastman, Vereinigte Staaten, läuft die 800 Meter der Herren in 1:51,3 min.

##### Langstreckenlauf
- 19. Juni: Janusz Kusociński, Polen, läuft die 3000 Meter der Herren in 8:18,8 min.
- 19. Juli: Lauri Lehtinen, Finnland, läuft die 5000 Meter der Herren in 14:17,0 min.

##### Hürdenlauf
- 23. Juli: Percy Beard, Vereinigte Staaten, läuft die 110 Meter Hürden der Herren in 14,4 s.
- 17. August: Jack Keller, Vereinigte Staaten, läuft die 110 Meter Hürden der Herren in 14,4 s.
- 19. September: George Saling, Vereinigte Staaten, läuft die 110 Meter Hürden der Herren in 14,4 s.

##### Wurfdisziplinen
- 15. Mai: Jadwiga Wajs, Polen, wirft im Diskuswurf der Damen 40,34 m.
- 16. Mai: Jadwiga Wajs, Polen, erreicht im Diskuswurf der Damen 40,39 m
- 12. Juni: Elisabeth Schumann, Deutschland, erreicht im Speerwurf der Damen 44,64 m.
- 18. Juni: Nan Gindele, Vereinigte Staaten, erreicht im Speerwurf der Damen 46,74 m.
- 19. Juni: Grete Heublein, Deutschland, erreicht im Diskusweurf der Damen 40,84 m.
- 19. Juni: Jadwiga Wajs, Polen, erreicht im Diskuswurf der Damen 42,43 m.
- 17. Juli: Leo Sexton, Vereinigte Staaten, erreicht im Kugelstoßen der Herren 16,07 m.
- 19. Juli: Margot Moles, Spanien, erreicht im Hammerwurf der Damen 22,85 m.
- 27. Juli: Matti Järvinen, Finnland, erreicht im Speerwurf der Herren 74,02 m.
- 28. Juli: Herman Brix, Vereinigte Staaten, erreicht im Kugelstoßen der Herren 16,07 m.
- 20. September: Leo Sexton, Vereinigte Staaten, erreicht im Kugelstoßen der Herren 16,13 m.
- 24. September: František Douda, Tschechoslowakei, stößt im Kugelstoßen der Herren 16,2 m.

##### Sprungdisziplinen
- 31. Mai: Chuhei Nambu, Japan, erreicht im Dreisprung der Herren 15,72 m.
- 7. August: Jean Shiley, Vereinigte Staaten, erreicht beim Hochsprung der Damen 1,65 m.
- 6. September: Jean Shiley, Vereinigte Staaten, erreicht im Hochsprung der Damen 1,65 m.

##### Mehrkampf
- 5. Oktober: James Bausch, Vereinigte Staaten, erreicht im Zehnkampf der Herren 8462 Punkte.

### Motorsport

#### Motorradsport

##### Motorrad-Europameisterschaft
- Bei der auf der Pista del Littorio auf dem Gelände des Flugplatzes Rom-Urbe ausgetragenen Motorrad-Europameisterschaft gewinnt der Italiener Carlo Baschieri auf Benelli vor seinen Landsmännern Tonino Benelli (ebenfalls Benelli) und Amedeo Tigli (MM) den Titel in der 175-cm³-Klasse.
- In der Viertelliterklasse setzt sich der Italiener Riccardo Brusi auf Moto Guzzi gegen seine Landsleute Arrigo Cimatti (ebenfalls Moto Guzzi) und Virginio Fieschi (Miller-Python) durch.
- Bei den 350ern siegt der Franzose Louis Jeannin auf Jonghi vor dem Italiener Guglielmo Sandri (Rudge) und dem Belgier Fernand Renier (ebenfalls Jonghi).
- In der 500-cm³-Klasse siegt der Einheimische Piero Taruffi auf Norton vor dem Spanier Fernando Aranda (Rudge) und dem Italiener Beppe Mantovani (Miller).

##### Deutsche Motorrad-Straßenmeisterschaft
- Deutsche Meister werden Hans Kahrmann (Hercules-J.A.P., 250 cm³), Ernst Loof (Imperia, 350 cm³), Toni Bauhofer (DKW, 500 cm³), Ralph Roese (BMW, über 500 cm³), Albert Schneider / unbekannt (Velocette, Gespanne 350 cm³), Hermann Paul Müller / unbekannt (Victoria, Gespanne 600 cm³) und Paul Weyres / ohne Passagier (Harley-Davidson, Gespanne 1000 cm³).

### Radsport

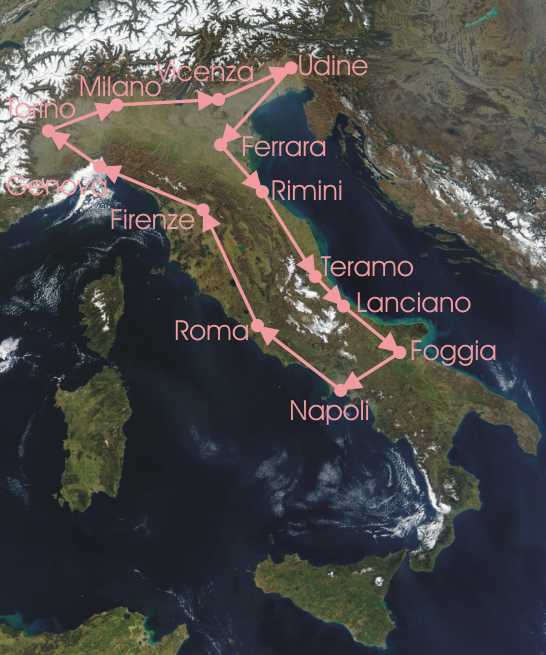
Streckenverlauf des Giro

- Giro d’Italia 1932
- Tour de France 1932

### Rudern
- Cambridge besiegt Oxford im Boat Race.

### Tischtennis
- 25. bis 30. Januar: Tischtennisweltmeisterschaft 1932 in Prag (Tschechoslowakei)
- Länderspiele Deutschlands (Freundschaftsspiele)
  - 2. Dezember: Berlin: D – CSSR 4:5 (Herren) (Nikita Madjaroglou – Jindrich Lauterbach 2:0, Rudolf Schwager – Bedřich Nikodém 2:0, Madjaroglou – Stanislav Kolář 2:0, Heinz Nickelsburg – Nikodém 0:2, Schwager – Lauterbach 0:2, Madjaroglou – Nikodém 2:0, Schwager – Kolář 1:2, Nickelsburg – Lauterbach 1:2)

### Wintersport
- Alpine Skiweltmeisterschaften
- Eishockey-Weltmeisterschaft
- Eiskunstlauf-Weltmeisterschaften
- Olympische Winterspiele

### Sonstiges
- Die Deutsch-Amerikanische Himalaya-Expedition 1932 endet mit einem Misserfolg. Es ist die erste von sechs Expeditionen, die das Deutsche Reich in den 1930er Jahren zum Nanga Parbat unternimmt.

## Geboren

### Januar
- 03. Januar: Clifton „Coo Coo“ Marlin, US-amerikanischer Automobilrennfahrer († 2005)
- 04. Januar: Paul Maue, deutscher Radrennfahrer
- 05. Januar: Frank Layden, US-amerikanischer Basketballtrainer und -funktionär († 2025)
- 05. Januar: Chuck Noll, US-amerikanischer American-Football-Spieler und -Trainer († 2014)
- 09. Januar: Émile Ess, Schweizer Ruderer († 1990)
- 19. Januar: Joe Schmidt, US-amerikanischer American-Football-Spieler und -Trainer († 2024)
- 25. Januar: Ludwig Müller, deutscher Leichtathlet († 2022)
- 27. Januar: Boris Schachlin, sowjetischer Kunstturner und Olympiasieger († 2008)
- 28. Januar: Kurt Liander, schwedischer Fußballspieler und -trainer († 2020)
- 28. Januar: Parry O’Brien, US-amerikanischer Leichtathlet († 2007)

### Februar
- 01. Februar: Xavier Perrot, Schweizer Automobilrennfahrer († 2008)
- 05. Februar: Cesare Maldini, italienischer Fußballspieler und -trainer († 2016)
- 06. Februar: Jim Poole, US-amerikanischer Badmintonspieler und Schiedsrichter im American Football († 2021)
- 08. Februar: Cliff Allison, englischer Automobilrennfahrer († 2005)
- 08. Februar: Horst Eckel, deutscher Fußballspieler († 2021)
- 11. Februar: Kurt Schmid, Schweizer Ruderer († 2000)
- 14. Februar: Karol Kennedy, US-amerikanische Eiskunstläuferin († 2004)
- 15. Februar: Jean-Pierre Schmitz, luxemburgischer Radrennfahrer († 2017)
- 19. Februar: Paul Kölliker, Schweizer Ruderer († 2021)
- 25. Februar: Tony Brooks, britischer Automobilrennfahrer († 2022)
- 27. Februar: Ernst Hinterseer, österreichischer Skirennläufer
- 27. Februar: László Sárosi, ungarischer Fußballspieler und -trainer († 2016)
- 28. Februar: Noel Cantwell, irischer Fußball- und Cricketspieler († 2005)
- 28. Februar: Gustav Ginzel, deutsch-tschechischer Bergsteiger und Reisender († 2008)
- 29. Februar: Masten Gregory, US-amerikanischer Automobilrennfahrer († 1985)

### März
- 02. März: Werner Erb, deutscher Fußballspieler († 2017)
- 08. März: Friedel Trapp, deutscher Fußballspieler († unbekannt)
- 09. März: Abderrahmane Boubekeur, algerisch-französischer Fußballspieler und -trainer († 1999)
- 10. März: Anatoli Roschtschin, sowjetisch-russischer Ringer und Olympiasieger 1972 († 2016)
- 15. März: Ahmet Bilek, türkischer Ringer († 1970)
- 16. März: Kurt Diemberger, österreichischer Bergsteiger
- 17. März: Fred Gamble, US-amerikanischer Automobilrennfahrer († 2024)
- 21. März: Pierre Grillet, französischer Fußballspieler († 2018)
- 22. März: Larry Evans, US-amerikanischer Schachspieler († 2010)
- 23. März: Gustavo Giagnoni, italienischer Fußballspieler und -trainer († 2018)
- 26. März: Alfredo Ferrari, italienischer Ingenieur († 1956)
- 31. März: Humberto Selvetti, argentinischer Gewichtheber († 1992)

### April
- 03. April: Heinz Goffarth, deutscher Fußballspieler
- 05. April: Bernard Consten, französischer Automobilrennfahrer († 2017)
- 08. April: Humberto Rosa, argentinisch-italienischer Fußballspieler und -trainer († 2017)
- 10. April: Mae Faggs, US-amerikanische Leichtathletin und Olympiasiegerin († 2000)
- 13. April: Jennifer Nicks, britische Eiskunstläuferin († 1980)
- 16. April: Henk Schouten, niederländischer Fußballspieler († 2018)
- 17. April: Howard Payne, britischer Hammerwerfer († 1992)
- 18. April: Francesco Zagatti, italienischer Fußballspieler und -trainer († 2009)
- 19. April: Andrea Mead-Lawrence, US-amerikanische Skifahrerin († 2009)
- 21. April: Angela Mortimer, englische Tennisspielerin
- 24. April: Wladimir Jengibarjan, sowjetischer Boxer und Olympiasieger († 2013)
- 26. April: Karl Trautmann, deutscher Fußballspieler und -trainer

### Mai
- 05. Mai: Bob Said, US-amerikanischer Automobilrennfahrer und Filmproduzent († 2002)
- 06. Mai: José Maria Marin, brasilianischer Fußballspieler und Sportfunktionär († 2025)
- 08. Mai: Sonny Liston, US-amerikanischer Boxer († 1970)
- 12. Mai: Mesulame Rakuro, fidschianischer Leichtathlet († 1969)
- 13. Mai: Helga Wischer, deutsche Sportanglerin († 2020)
- 16. Mai: Marianne Seltsam, deutsche Skirennläuferin († 2014)
- 25. Mai: Roberto Fleitas, uruguayischer Fußballspieler und -trainer († 2024)
- 25. Mai: K. C. Jones, US-amerikanischer Basketballspieler († 2020)
- 26. Mai: Pepín González, mexikanischer Fußballspieler
- 27. Mai: Gennadi Schatkow, sowjetisch-russischer Boxer und Olympiasieger 1956 († 2009)

### Juni
- 01. Juni: Wanda dos Santos, brasilianische Leichtathletin († 2025)
- 03. Juni: Fred Lebow, rumänisch-amerikanischer Marathonläufer († 1994)
- 05. Juni: Gaston Mercier, französischer Ruderer († 1974)
- 10. Juni: Maria Albuleț, rumänische Schachspielerin († 2005)
- 11. Juni: Roy Sherwood, US-amerikanischer Skispringer († 2017)
- 12. Juni: Mamo Wolde, äthiopischer Olympiasieger im Marathon († 2002)
- 19. Juni: Otto Barić, jugoslawischer Fußballspieler und -trainer († 2020)
- 19. Juni: Zózimo Alves Calazães, brasilianischer Fußballspieler († 1977)
- 21. Juni: Leonid Spirin, sowjetisch-russischer Geher und Olympiasieger († 1982)
- 24. Juni: Michail Pawlowitsch Ogonkow, sowjetischer Fußballspieler († 1979)
- 30. Juni: Stefan Przybyła, polnischer Skispringer

### Juli
- 10. Juli: Carlo-Maria Abate, italienischer Automobilrennfahrer († 2019)
- 11. Juli: Alois Rohrmoser, Gründer der Skifabrik Atomic († 2005)
- 11. Juli: Jean-Guy Talbot, kanadischer Eishockeyspieler und -trainer († 2024)
- 11. Juli: Gerrit Voges, niederländischer Fußballspieler († 2007)
- 12. Juli: Sergio Caprari, italienischer Boxer († 2015)
- 12. Juli: Otis Davis, US-amerikanischer Basketballspieler, Leichtathlet und Olympiasieger
- 13. Juli: Giorgio Stivanello, italienischer Fußballspieler († 2010)
- 16. Juli: Oleg Protopopow, russischer Eiskunstläufer und Olympiasieger († 2023)
- 20. Juli: Freddy Kottulinsky, deutsch-schwedischer Motorsportler († 2010)
- 22. Juli: Coy Koopal, niederländischer Fußballspieler († 2003)
- 22. Juli: Josef Steiner, Schweizer Großmeister im Fernschach († 2003)
- 25. Juli: Jytte Hansen, dänische Schwimmerin († 2015)
- 25. Juli: Tim Parnell, britischer Automobilrennfahrer und Rennstallbesitzer († 2017)
- 29. Juli: Rafel Aveleyra, mexikanischer Bogenschütze
- 29. Juli: Max Bolkart, deutscher Skispringer († 2025)
- 30. Juli: John Tresidder, australischer Bahnradsportler

### August
- 02. August: Leo Boivin, kanadischer Eishockeyspieler († 2021)
- 02. August: Lamar Hunt, US-amerikanische Sportpersönlichkeit († 2006)
- 02. August: Noboru Ishiguro, japanischer Geher († 2021)
- 03. August: Ewald Hasler, Liechtensteiner Radsportler († 2013)
- 04. August: Joe Leonard, US-amerikanischer Automobilrennfahrer († 2017)
- 07. August: Abebe Bikila, äthiopischer Marathonläufer († 1973)
- 09. August: Fritz Witzel, deutscher Endurosportler
- 16. August: Willi Gierlich, deutscher Fußballspieler
- 19. August: Alois Lampert, Liechtensteiner Radsportler († 1977)
- 24. August: Robin Greiner, US-amerikanischer Eiskunstläufer († 2021)
- 25. August: Natalja Dontschenko, sowjetische Eisschnellläuferin († 2022)
- 27. August: Ebeneser Þórarinsson, isländischer Skilangläufer († 2003)

### September
- 05. September: Ho Lien Siew, singapurischer Basketballspieler († 2021)
- 07. September: Otto Ammermann, deutscher Vielseitigkeitsreiter
- 08. September: Kåre Berg, norwegischer Skispringer († 2021)
- 13. September: Mike MacDowel, britischer Automobilrennfahrer († 2016)
- 14. September: Josh Culbreath, US-amerikanischer Hürdenläufer († 2021)
- 15. September: Eric Hall, britischer Geher († 2022)
- 17. September: Peter Kretzschmar, deutscher Handballspieler und -trainer († 2018)
- 22. September: Ingemar Johansson, schwedischer Boxweltmeister († 2009)
- 23. September: Sergio Brighenti, italienischer Fußballspieler († 2022)
- 23. September: Georg Keßler, deutscher Fußballspieler und -trainer
- 24. September: Miguel Ángel Montuori, italienisch-argentinischer Fußballspieler († 1998)
- 25. September: Walter Bardgett, bermudischer Schwimmer († 2020)

### Oktober
- 08. Oktober: Ray Reardon, walisischer Snookerspieler, -funktionär und -trainer († 2024)
- 09. Oktober: Willi Grewer, deutscher Fußballspieler († 1957)
- 12. Oktober: Heinz Schneider, deutscher Tischtennisspieler († 2007)
- 15. Oktober: Gottfried Kottmann, Schweizer Ruderer und Bobfahrer († 1964)
- 17. Oktober: Gerhard Ahrens, deutscher Fußballspieler († 2024)
- 20. Oktober: Roosevelt Brown, US-amerikanischer American-Football-Spieler († 2004)
- 21. Oktober: Pál Csernai, ungarischer Fußballtrainer († 2013)
- 21. Oktober: Cesare Perdisa, italienischer Automobilrennfahrer († 1998)
- 25. Oktober: Harry Gregg, nordirischer Fußballspieler und -trainer († 2020)
- 25. Oktober: Jerzy Pawłowski, polnischer Säbelfechter und Olympiasieger († 2005)
- 29. Oktober: Àlex Soler-Roig, spanischer Automobilrennfahrer

### November
- 01. November: Al Arbour, kanadischer Eishockeyspieler und -trainer († 2015)
- 05. November: Ernst Oberaigner, österreichischer Skirennläufer († 2023)
- 10. November: Nikolai Chlystow, sowjetisch-russischer Eishockeyspieler und Olympiasieger von 1956 († 1999)
- 12. November: Weldon Olson, US-amerikanischer Eishockeyspieler († 2023)
- 15. November: Jerry Unser, US-amerikanischer Automobilrennfahrer († 1959)
- 18. November: Nasif Estéfano, argentinischer Automobilrennfahrer († 1973)
- 20. November: Sándor Mátrai, ungarischer Fußballspieler († 2002)
- 22. November: Günter Sawitzki, deutscher Fußballspieler († 2020)
- 23. November: Bruno Visintin, italienischer Boxer († 2015)
- 27. November: Anatoli Samozwetow, sowjetischer Hammerwerfer († 2014)

### Dezember
- 01. Dezember: Milunka Lazarević, jugoslawische Schachspielerin († 2018)
- 03. Dezember: Gaetano Starrabba, italienischer Automobilrennfahrer
- 05. Dezember: Jim Hurtubise, US-amerikanischer Automobilrennfahrer († 1989)
- 06. Dezember: Günter Baumann, deutscher Endurosportler
- 07. Dezember: François Lafortune, belgischer Sportschütze († 2020)
- 08. Dezember: Charly Gaul, luxemburgischer Radrennfahrer († 2005)
- 12. Dezember: Bob Pettit, US-amerikanischer Basketballspieler
- 15. Dezember: Allah Ditta, pakistanischer Leichtathlet († 2020)
- 16. Dezember: Henry Taylor, englischer Automobilrennfahrer und Geschäftsmann († 2013)
- 20. Dezember: Julio Cepeda, mexikanischer Radrennfahrer
- 22. Dezember: Dick Meredith, US-amerikanischer Eishockeyspieler († 2025)
- 23. Dezember: Neil Armstrong, kanadischer Eishockey-Schiedsrichter († 2020)

## Gestorben

### Januar
- 07. Januar: Riku Korhonen, finnischer Kunstturner (* 1883)

### Februar
- 02. Februar: Alexander Maunder, britischer Sportschütze (* 1861)
- 09. Februar: Paul Neumann, österreichischer Schwimmer (* 1875)
- 20. Februar: Georges Casanova, französischer Degenfechter (* 1890)

### März
- 03. März: Alfieri Maserati, italienischer Automobilingenieur und -rennfahrer (* 1887)
- 06. März: Fritz Lichtschein, österreichischer Eishockeytorwart, Hockeyspieler, -schiedsrichter und -funktionär und Tennisspieler (* 1902)
- 17. März: Georg Brustad, norwegischer Turner (* 1892)
- 19. März: Edward Barrett, britischer Ringer, Leichtathlet, Tauzieher und Hurler (* 1880)
- 24. März: Károly Koch, ungarischer Ruderer und Rudersportfunktionär (* 1885)
- 24. März: Frantz Reichel, französischer Sportler (* 1871)
- 27. März: Kaarlo Väkevä, finnischer Boxer (* 1909)

### April
- 06. April: Arthur Hoffmann, deutscher Leichtathlet (* 1887)
- 17. April: Nelson Margetts, US-amerikanischer Polospieler (* 1879)
- 21. April: John Penrose, britischer Bogenschütze (* 1850)

### Mai
- 02. Mai: Frederik Jan Hulswit, niederländischer Wasserballspieler (* 1885)
- 13. Mai: Charles Hefferon, südafrikanischer Leichtathlet (* 1878)
- 15. Mai: Henri Baur, österreichischer Ringer, Diskuswerfer und Tauzieher (* 1872)
- 17. Mai: Harold Wilson, britischer Mittelstreckenläufer (* 1885)
- 18. Mai: Émile Grumiaux, französischer Bogenschütze (* 1861)
- 21. Mai: Marcel Boulenger, französischer Fechter (* 1873)
- 22. Mai: Georg Christian von Lobkowitz, tschechoslowakischer Adliger und Automobilrennfahrer (* 1907)
- 24. Mai: Inge Lindholm, schwedischer Leichtathlet (* 1892)
- 27. Mai: Heinrich-Joachim von Morgen, deutscher Automobilrennfahrer (* 1901)
- 27. Mai: Ernst Rosenqvist, finnischer Sportschütze (* 1869)
- 28. Mai: Aage Torgensen, dänischer Ringer (* 1900)

### Juni
- 08. Juni: Harry Simon, US-amerikanischer Sportschütze (* 1873)
- 09. Juni: George Reiffenstein, kanadischer Ruderer (* 1883)
- 13. Juni: Erik Boström, schwedischer Sportschütze (* 1869)
- 15. Juni: Max von Guilleaume, deutscher Sportler (* 1866)
- 17. Juni: Christian Werner, deutscher Automobilrennfahrer (* 1892)
- 25. Juni: Howard Valentine, US-amerikanischer Leichtathlet (* 1881)

### Juli
- 11. Juli: Nathaniel Niles, US-amerikanischer Eiskunstläufer und Tennisspieler (* 1886)
- 15. Juli: Robert Jecker, deutscher Motorradrennfahrer (* 1902)

### August
- 09. August: Sante Ceccherini, italienischer Fechter (* 1863)
- 20. August: Henri Wijnoldy-Daniëls, niederländischer Fechter (* 1889)
- 24. August: Laurids Kjær, dänischer Sportschütze (* 1852)
- 24. August: Väinö Siikaniemi, finnischer Speerwerfer (* 1887)
- 28. August: Virginie Hériot, französische Seglerin (* 1890)

### September
- 09. September: Alajos Szokolyi, ungarischer Leichtathlet (* 1871)
- 13. September: Carl Johnson, US-amerikanischer Leichtathlet (* 1898)
- 15. September: Willem Eijmers, niederländischer Fußballschiedsrichter (* 1884)
- 24. September: Clive Dunfee, britischer Börsenmakler und Automobilrennfahrer (* 1904)
- 24. September: Stuart Stickney, US-amerikanischer Golfspieler (* 1877)

### Oktober
- 04. Oktober: Pericle Pagliani, italienischer Mittel- und Langstreckenläufer (* 1883)
- 09. Oktober: Karl Fazer, finnischer Sportschütze (* 1866)
- 10. Oktober: Edward Marsh, US-amerikanischer (* 1874)
- 12. Oktober: Ioannis Chrysafis, griechischer Turner (* 1873)
- 15. Oktober: Heinrich Hoffmann, deutscher Sportschütze (* 1869)
- 20. Oktober: John Freitag, US-amerikanischer Ruderer (* 1877)
- 24. Oktober: Ejgil Clemmensen, dänischer Ruderer (* 1890)
- 31. Oktober: Charles Terront, französischer Radrennfahrer (* 1857)

### November
- 09. November: Rudolf Bauer, ungarischer Leichtathlet (* 1879)
- 09. November: Basil Spalding de Garmendia, US-amerikanischer Tennis-, Rackets-, Golf- und Polospieler (* 1860)
- 11. November: Frederick Dewhurst Yates, englischer Schachspieler (* 1884)
- 18. November: Élie de Lastours, französischer Tennisspieler und Fechter (* 1874)
- 24. November: Charles Axtell, US-amerikanischer Sportschütze (* 1859)
- 29. November: Frank Dixon, kanadischer Lacrossespieler (* 1878)

### Dezember
- 07. Dezember: Amedeo Ruggeri, italienischer Motorrad- und Automobilrennfahrer (* 1889)
- 13. Dezember: Jack Flett, kanadischer Lacrossespieler (* 1871)
- 17. Dezember: Charles Winckler, dänischer Leichtathlet und Tauzieher (* 1867)

### Genaues Datum unbekannt
- Spyridon Stais, griechischer Sportschütze (* 1859)